# El Da Sensei
El Da Sensei (né le 7 janvier 1971 à Newark, dans le New Jersey) est un rappeur américain.

## Biographie
Dans les années 1990, il est membre du duo de hip-hop Artifacts. Depuis, il sort plusieurs albums en solo.
En 2015, lors de la 14e édition des Independent Music Awards, The Immortals Project et El Da Sensei remportent le prix dans la catégorie « rap/hip-hop - chanson » pour On the Rise. En 2024, il sort l'album The Unexpected avec le producteur MentPlus,.

## Discographie

### Albums studio
- 2003 : Relax, Relate, Release (Seven Heads[6])
- 2006 : The Unusual (Fat Beats[7])
- 2008 : Unheard of[8]
- 2008 : Global Takeover: The Beginning (avec le duo polonais de hip-hop The Returners[9])
- 2009 : The Money EP (avec The Returners)
- 2009 : Shining Shadow Presents... The Immortals Project
- 2010 : GT2: Nu World (avec The Returners)
- 2011 : The Nu World Remix EP
- 2013 : The Immortals Project feat. El Da Sensei - Rogue Agents (Shining Shadow)
- 2017 : We Bring It Live 1/3 of the 'n Chillow series (avec Chillowproductions)
- 2018 : XL (avec Sadat X)
- 2021 : Solving Cases (avec Jake Palumbo)
- 2024 : The Unexpected

### Avec Artifacts
- 1994 : Between a Rock and a Hard Place
- 1997 : That's Them